# Dagmar Neovius
Dagmar Louise Charlotte Neovius, född 21 maj 1867 i Moskva, död 27 juli 1939 i Helsingfors, var en finländsk skolledare och politiker. Hon var syster till Arvid Neovius. 
Neovius undervisade vid Nya svenska samskolan i Helsingfors 1889–1908 samt var innehavare av och föreståndare för Nya svenska småskolan 1894–1908. Från 1902 var hon ordförande i den så kallade Kvinnokagalen som gav sitt stöd till passiva motståndspolitiken och bistod landsförvisade. När brodern Alfred Neovius 1903 gick i exil följde hon honom till Sverige, där hon organiserade den hemliga distributionen av tidningen Fria Ord till Finland. Hon var ledamot av Finlands lantdag 1907–1910 och 1914 för Svenska folkpartiet.
Neovius verkade aktivt för kvinnosaken, bland annat som medlem i Kvinnosaksförbundet Unionen och Martharörelsen, till vilken hon var en av grundarna. Hon tillhörde 1909–1917 redaktionen för Nutid och samtid, en tidskrift som ägnade stort intresse åt kvinnosaken. Under livsmedelsbristens år 1917–1920 var hon föreståndare för Helsingfors stads brödkontor och kortcentral samt var därefter fram anställd vid huvudstadens statistiska kontor till 1931.